# Любимовский сельсовет (Фатежский район)
Люби́мовский сельсове́т — упразднённая административно-территориальная единица, существовавшая до 2010 года в составе Фатежского района Курской области.
Административным центром была деревня Любимовка.

## География
Занимал территорию к юго-западу от районного центра — города Фатежа. По территории сельсовета протекала река Руда — левый приток Усожи.

## История
Образован в начале 1920-х годов. В 1928 году вошёл в состав новообразованного Фатежского района. 14 июня 1954 года к Любимовскому сельсовету был присоединён Алисовский сельсовет. Статус и границы сельсовета установлены Законом Курской области от 21 октября 2004 года № 48-ЗКО «О муниципальных образованиях Курской области». Законом Курской области от 26 апреля 2010 года № 26-ЗКО Любимовский сельсовет был упразднён путём присоединения к Солдатскому сельсовету.

## Населённые пункты
На момент упразднения в 2010 году в состав сельсовета входило 18 населённых пунктов:
| №  | Населённый пункт   | Тип населённого пункта |
| -- | ------------------ | ---------------------- |
| 1  | Любимовка          | деревня, адм. центр    |
| 2  | Алисово            | деревня                |
| 3  | Алисово-Покровское | село                   |
| 4  | Бригадирово        | деревня                |
| 5  | Горки              | хутор                  |
| 6  | Завидный           | хутор                  |
| 7  | Костина            | деревня                |
| 8  | Кофановка          | деревня                |
| 9  | Красивый           | посёлок                |
| 10 | Красный Камыш      | хутор                  |
| 11 | Лотаревка          | посёлок                |
| 12 | Надежда            | хутор                  |
| 13 | Новая Жизнь        | хутор                  |
| 14 | Прелестный         | хутор                  |
| 15 | Пробуждение        | посёлок                |
| 16 | Ребендер           | посёлок                |
| 17 | Репринка           | деревня                |
| 18 | Рудка              | деревня                |

## Руководители сельсовета
- Соско, Александр Эдуардович
- Егоров
- Покровский, Иван Иванович
- Щетинин, Степан Иванович
- Орехов, Иван Федорович
- Воробьев, Петр Константинович
- Гришин, Иван Антонович
- Голубчиков, Ф. М.
- Карпов Валерий Николаевич
- Дементьева, Татьяна Ивановна